# Siccia albescens
Siccia albescens là một loài bướm đêm thuộc phân họ Arctiinae, họ Erebidae.